# Порядок наследования норвежского престола
Порядок наследования норвежского престола — список лиц, имеющих право на наследование королевского престола Норвегии.
Порядок наследования регулировался статьей 6 Конституции. В 1990 году в Норвегии была введена абсолютная примогенитура среди внуков и потомков короля Харальда V. Женщины и мужчины имеют равные права престолонаследия. Дети монарха по-прежнему находятся в очереди наследования, согласно когнатической примогенитуре. Женщины не исключаются из линии престолонаследия, но в случае двух разнополых наследников монарха наследие переходит к мужскому наследнику, и только в случае отсутствия прямых мужских потомков монарха женщина наследует ранее братьев отца и их сыновей. Кронпринц Хокон и его потомки, таким образом, имеют приоритет над своей старшей сестрой, принцессой Мартой Луизой и её потомками .
В очереди на престолонаследие находятся законные потомки правящего монарха, его братья и их законные потомки. Старшая сестра короля, принцесса Астрид (род. 1932) и её потомки, а также потомки другой умершей старшей сестры короля, принцессы Рагнхильд (1930—2012), исключены из списка наследования по мужской линии первородства, которая существовала до 1971 года.

## Порядок наследования
- Король Харальд V (род. 1937)
  - (1) Кронпринц Хокон (род. 1973)[1][2]
    - (2) Принцесса Ингрид Александра (род. 2004)[1][3]
    - (3) Принц Сверре Магнус (род. 2005)[1][4]

  - (4) Принцесса Марта Луиза (род. 1971)[1][5]
    - (5) Мод Бен (род. 2003)[1]
    - (6) Леа Бен (род. 2005)[1]
    - (7) Эмма Бен (род. 2008)[1]